# Parc national Llanganates
Le parc national Llanganates (Parque nacional Llanganates) est un parc national situé dans les provinces de Cotopaxi, Tungurahua, Pastaza et Napo en Équateur.
Il a été créé le 18 janvier 1996 et possède une surface de 219 707 ha.
Son nom provient du quechua signifiant « belle montagne ».